# HaBoker

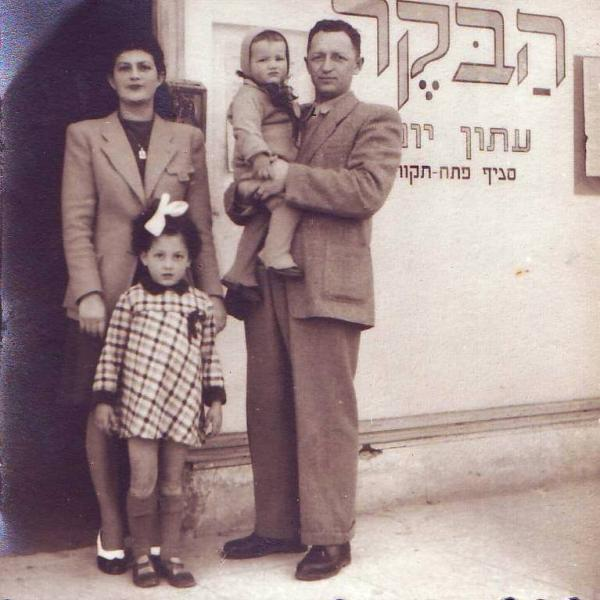
Yosef Tamir y su familia en la puerta de la oficina del periódico en Petah Tikva

HaBoker (en hebreo: הבוקר‎), (lit.: La mañana) fue un diario en idioma hebreo en el Mandato de Palestina e Israel asociado con los sionistas generales.

## Historia
El periódico fue establecido en 1935 por el ala derecha de los sionistas generales, con la primera edición publicada el 11 de octubre de ese año. Su primer editor, Samuel Perl, se fue poco después de la fundación del periódico y fue reemplazado por Joseph Heftman y Peretz Bernstein, uno de los signatarios de la Declaración de Independencia de Israel, quien ocupó el cargo hasta 1946. Entre sus periodistas se encontraban Yosef Tamir, secretario de los sionistas generales, y Herzl Vardi, otro signatario de la Declaración de Independencia.
La circulación del periódico cayó después de la independencia, de 13.500 en 1950 a 4.000-4.500 en 1965. En 1965, tras la alianza del Partido Liberal (del que los sionistas generales se habían convertido en parte en 1961) y Herut, HaBoker se fusionó con el periódico Herut para formar HaYom, que dejó de publicarse cuatro años después.